# Manton (Californië)
Manton is een plaats (census-designated place) in de Amerikaanse staat Californië, en valt bestuurlijk gezien onder Tehama County.

## Demografie
Bij de volkstelling in 2000 werd het aantal inwoners vastgesteld op 372.

## Geografie
Volgens het United States Census Bureau beslaat de plaats een oppervlakte van
46,0 km², geheel bestaande uit land. Manton ligt op ongeveer 612 m boven zeeniveau.

## Plaatsen in de nabije omgeving
De onderstaande figuur toont nabijgelegen plaatsen in een straal van 40 km rond Manton.